# Joseph Prince
Joseph Prince (Singapore, 15 mei 1963) is een Singaporees predikant. Hij is de voorganger van megakerk New Creation Church, één van de grootste Pinkstergemeenten in Azië. Prince is ook auteur van diverse boeken. Zijn theologie benadrukt voornamelijk het leven uit genade en kan worden geschaard onder de leer van het Woord van Geloof.

## Biografie
Vanaf 2005 is Prince een invloedrijke maar ook omstreden spreker geworden. De kritiek uit zich voornamelijk op zijn sterke benadrukking van de genade en de daaruit voortvloeiende (niet alleen financiële) voorspoed. Hij zou daarom een welvaartsevangelie of succesevangelie verkondigen en negeren hoe complex en tegendraads God kan werken.
In Nederland was de Jong en Vrij-beweging onder leiding van Marcel Gaasenbeek aanhanger van Prince's theologie. In 2007 brak Stichting Opwekking met Gaasenbeek en zijn team, die in de jaren daarvoor het jongerenprogramma op de Opwekkingconferentie organiseerden. Joop Gankema, directeur van Opwekking, gaf aan dat zijn organisatie zich niet kon vinden in belangrijke onderdelen van Prince's theologie. In 2019/20 werd Jong en Vrij onderdeel van het Zuid-Afrikaanse Redemption Church.
Prince's bekendheid steeg nadat Brian Houston hem in 2006 had uitgenodigd om te spreken op het Grace and Favour Seminar van Hillsong Church in Sydney en Hillsong Church London, en in de daarop volgende jaren op de Hillsong-conferenties in Sydney en Londen. Sindsdien wordt hij geregeld uitgenodigd als spreker op evangelische conferenties. In Nederland is zijn prediking sinds 6 april 2015 te zien op de commerciële zenders SBS en RTL. Sinds september 2018 is Prince elke werkdag om 15.00 uur een halfuur te zien op de christelijke zender Family7.

## Persoonlijk
Prince is getrouwd met Wendy Prince. Ze hebben samen een dochter en een zoon.